# Toyota Coaster
El Toyota Coaster es un microbús que hasta su tercera generación fue fabricado por la Toyota Motor Corporation en la planta de Toyota Body Co. en Yoshiwara, Japón. La cuarta generación es fabricada actualmente en la planta de Gifu, en Japón bajo la empresa de Toyota CV (Comercial Vehicles). Fue introducido en 1969, y cuenta con cuatro generaciones de modelos. También se comercializa bajo la marca Hino Liesse II desde 1996.

## Historia
El primer microbús en su clase fabricado por Toyota, fue lanzado en 1963 bajo el nombre de Light Bus y se fabricó hasta el año 1969. A partir de 1969 se le llamó Coaster, usando el chasis del Toyota Dyna. Ha demostrado su capacidad y confiabilidad mundialmente.

## Generaciones
Primera Generación: De 1969 hasta 1982, modelos tenían capacidad desde 12 hasta 21 pasajeros, con fines escolares.
Segunda Generación: De 1982 hasta 1993, modelos tenían capacidad desde 16 hasta 30 pasajeros, los modelos de lujo EX tenían aire acondicionado y refrigerador. Las luces frontales eran redondas y cuadradas de 12 voltios y la carrocería de forma rectangular.
Tercera Generación: De 1993 a 2017, los modelos tenían capacidad desde 22 hasta 30 pasajeros, la carrocería tiene forma de carambola, se asemeja a una versión retro de la primera generación. A partir del 2001 aparecen modelos con las nuevas luces frontales. En 1997 se lanza el Coaster con motor Híbrido para el Japón, además en Hong Kong cuentan con unidades que usan motores LPG para disminuir la contaminación.
Cuarta Generación: El 22 de diciembre de 2016, Toyota muestra al totalmente renovado Coaster, luego de que su 3era generación durara 24 años. A salir oficialmente a la venta el 23 de enero de 2017, el nuevo modelo cambia por completo, más cuadrado que su antecesor, grandes lámparas halógenas que incluyen neblineras (las cuales son ajustables en algunas versiones del modelo), su parte trasera es bastante limpia. Aumentó en tamaño, dando así tanto a pasajeros como al conductor la mayor comodidad. Es un autobús mucho más estable, con una carrocería reforzada, y es que uno de los principales objetivos del nuevo modelo es la seguridad de sus ocupantes.
El primer país al que se exportó el modelo de 4ta generación fue a Panamá, el cual posee motor 1HZ igual a su antecesor, además de parrilla para equipaje en el techo, y lámparas halógenas distintas al modelo presentado en Japón.

## Galería

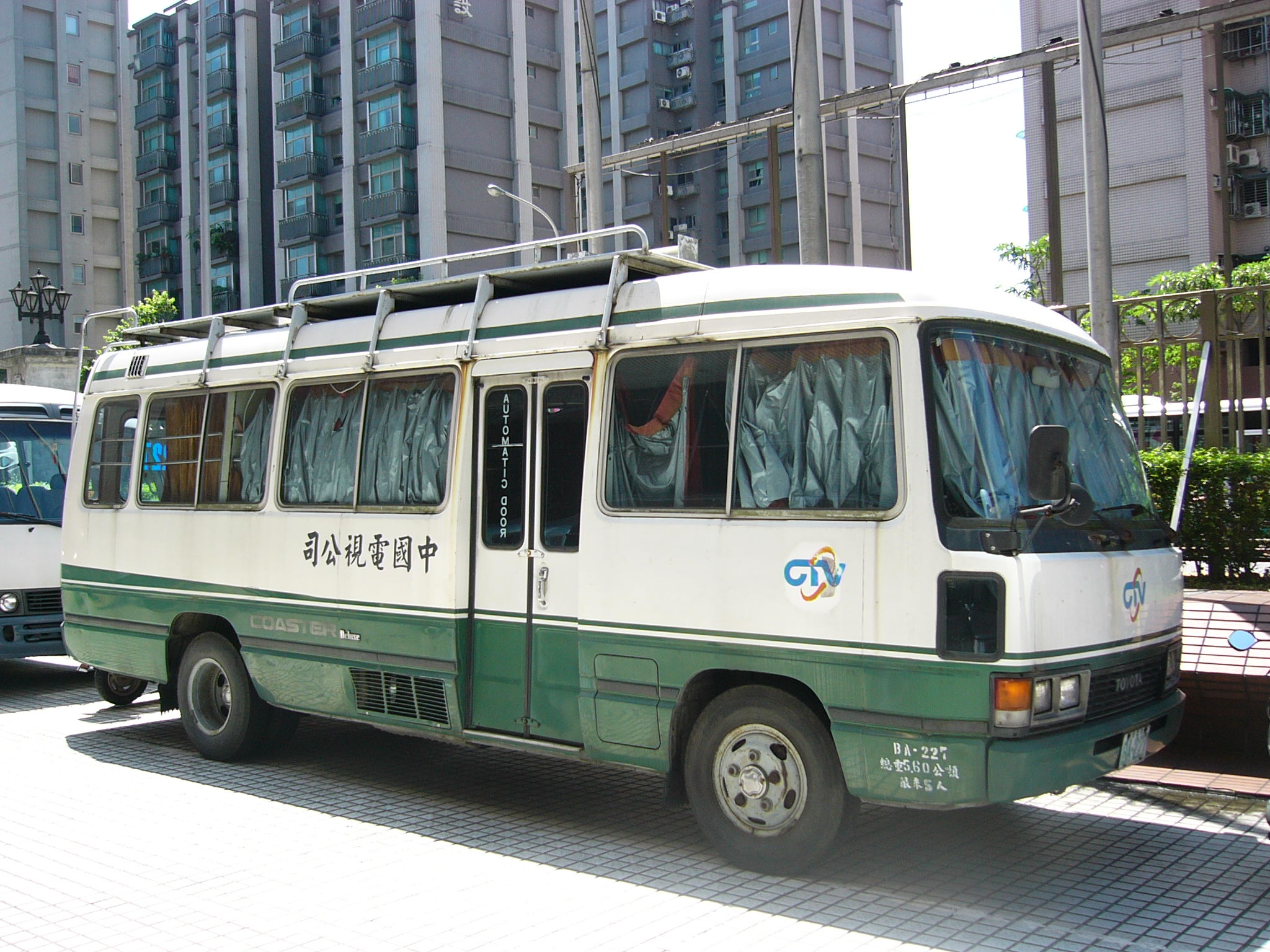
Toyota Coaster 2.ª Generación (1982-1993)
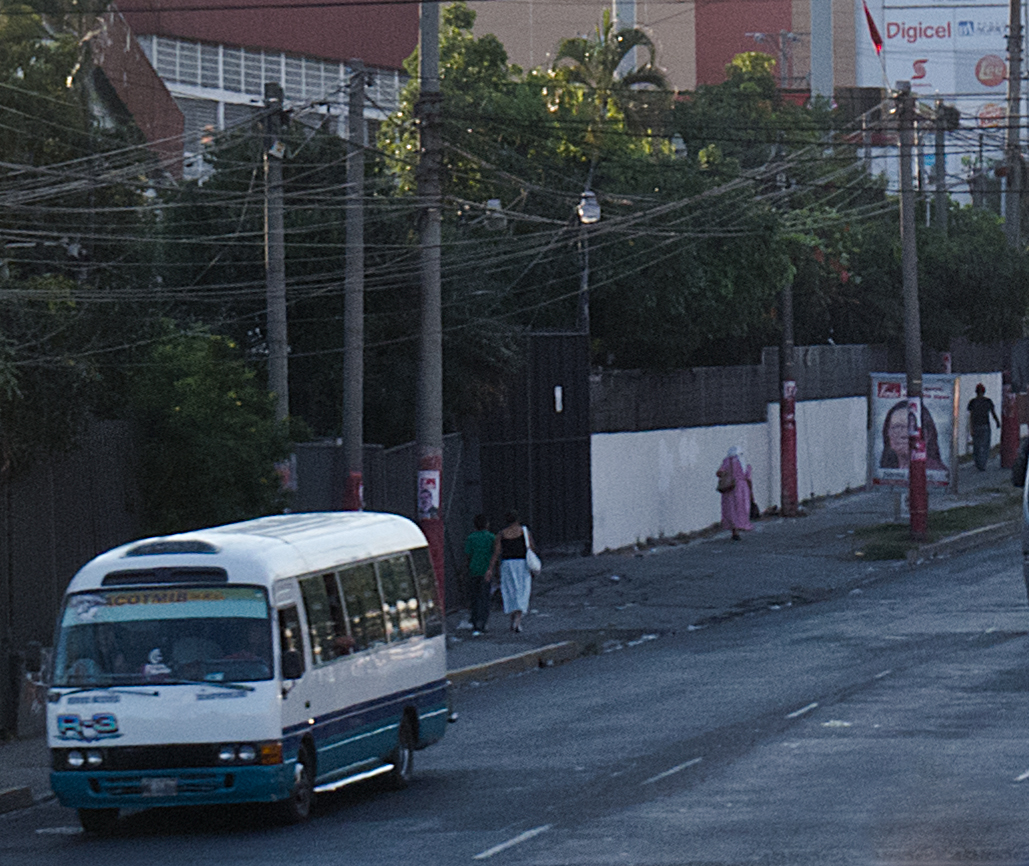
Toyota Coaster 3.ª Generación (1993-2017)
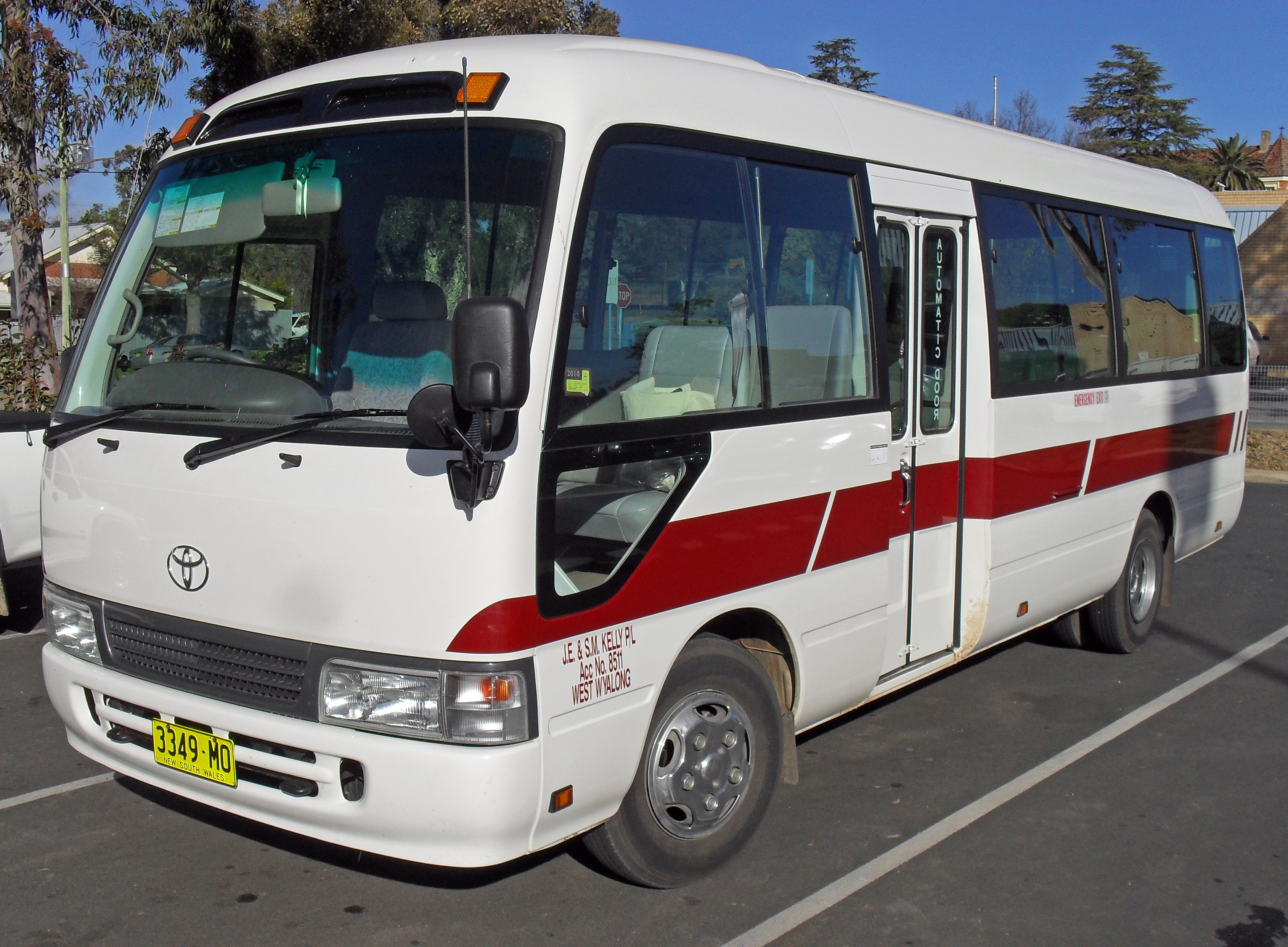
Toyota Coaster 3.ª Generación (1993-2017)
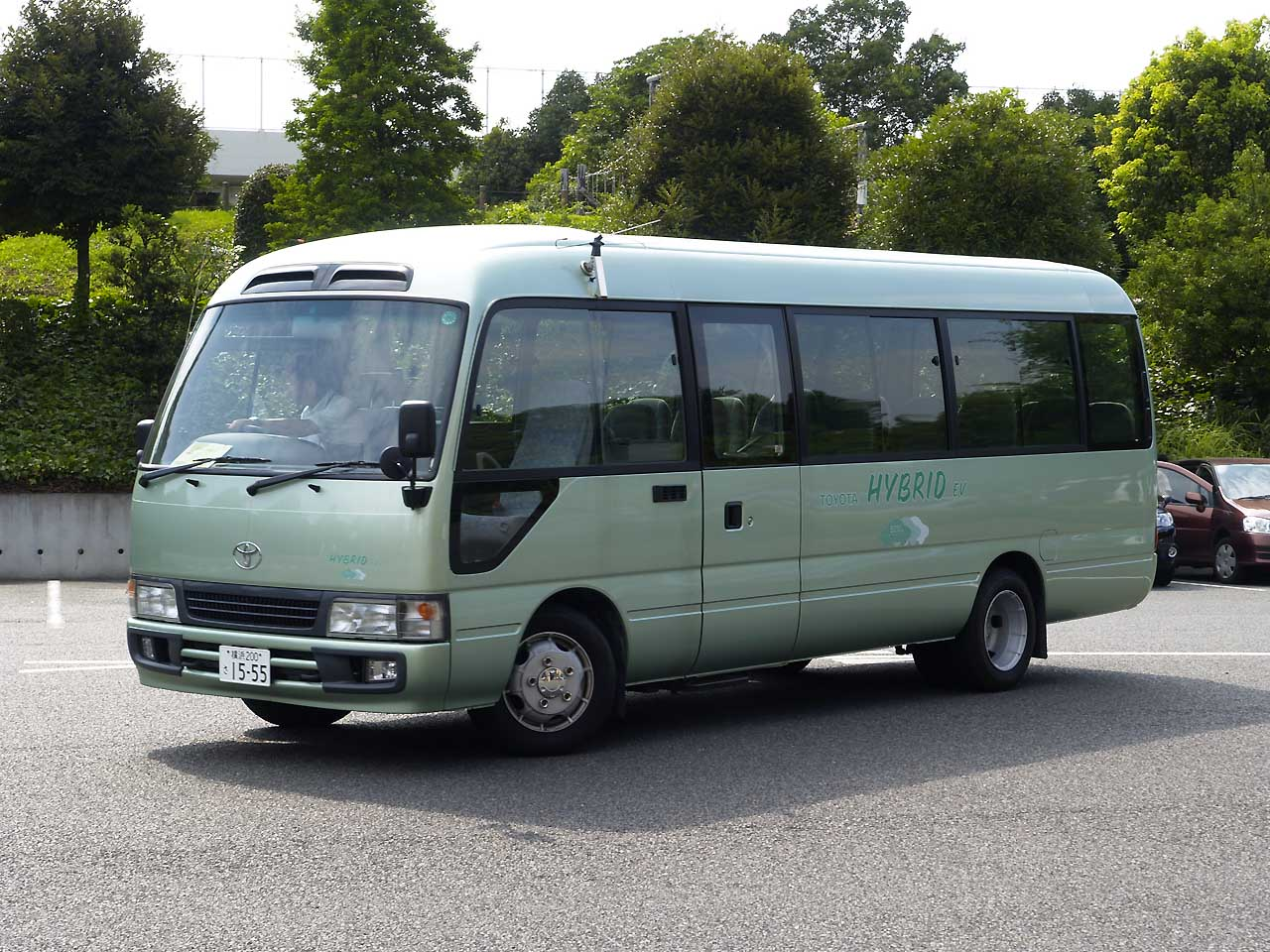
Toyota Coaster Híbrido
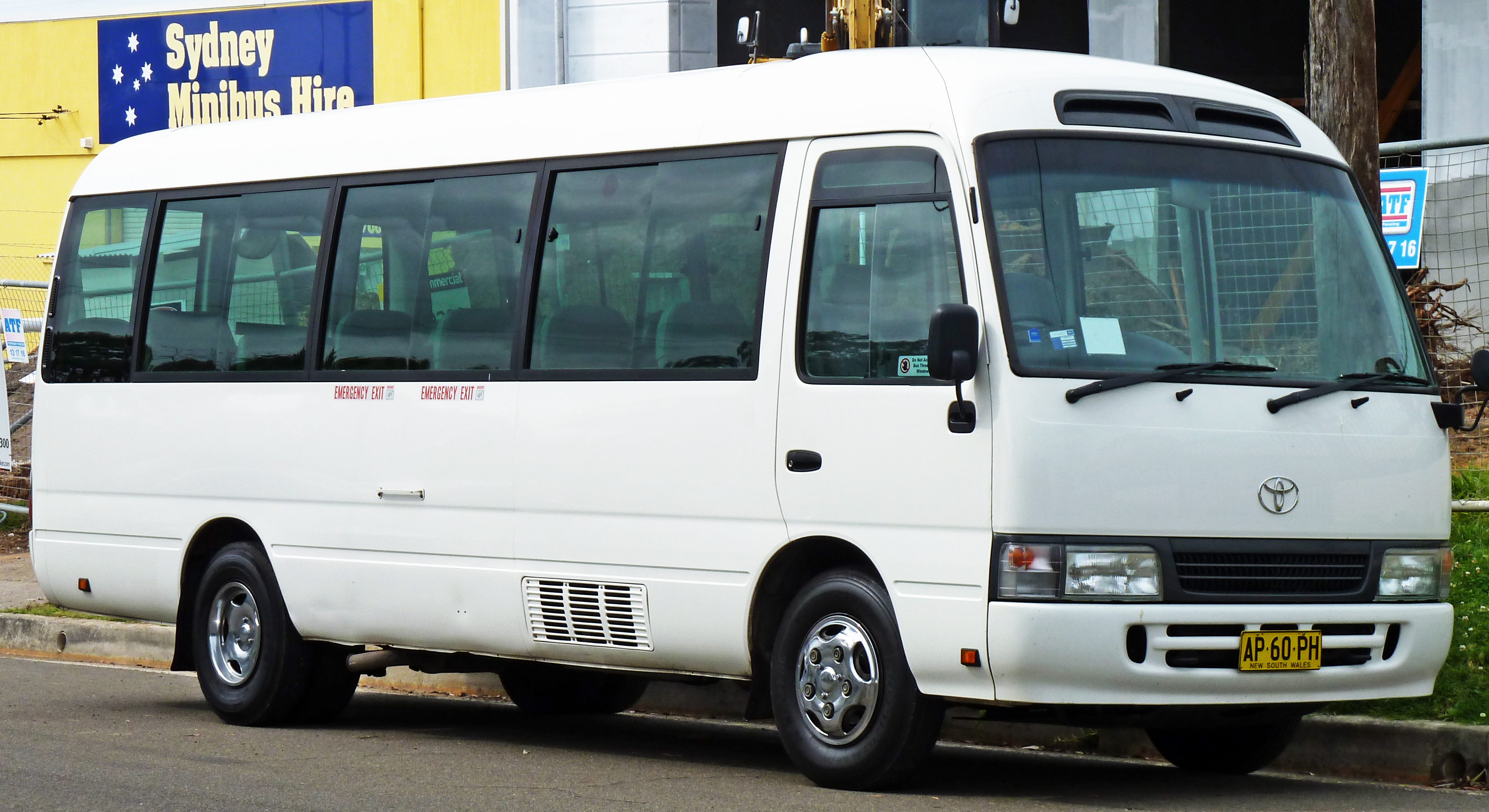
Toyota Coaster (rediseño en 2001, nuevas luces frontales)
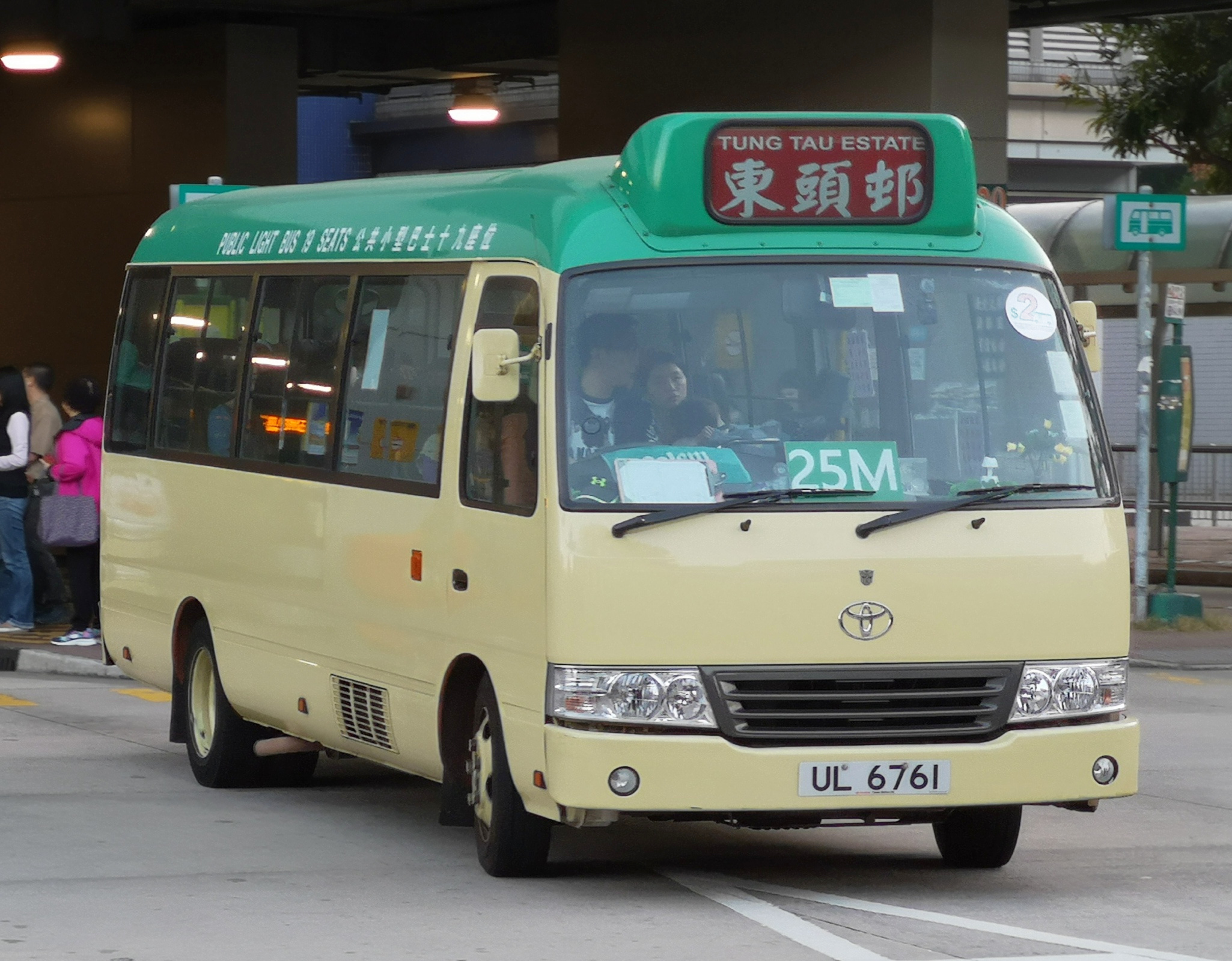
Coaster 3.ª Generación (rediseño, 2001-2017)
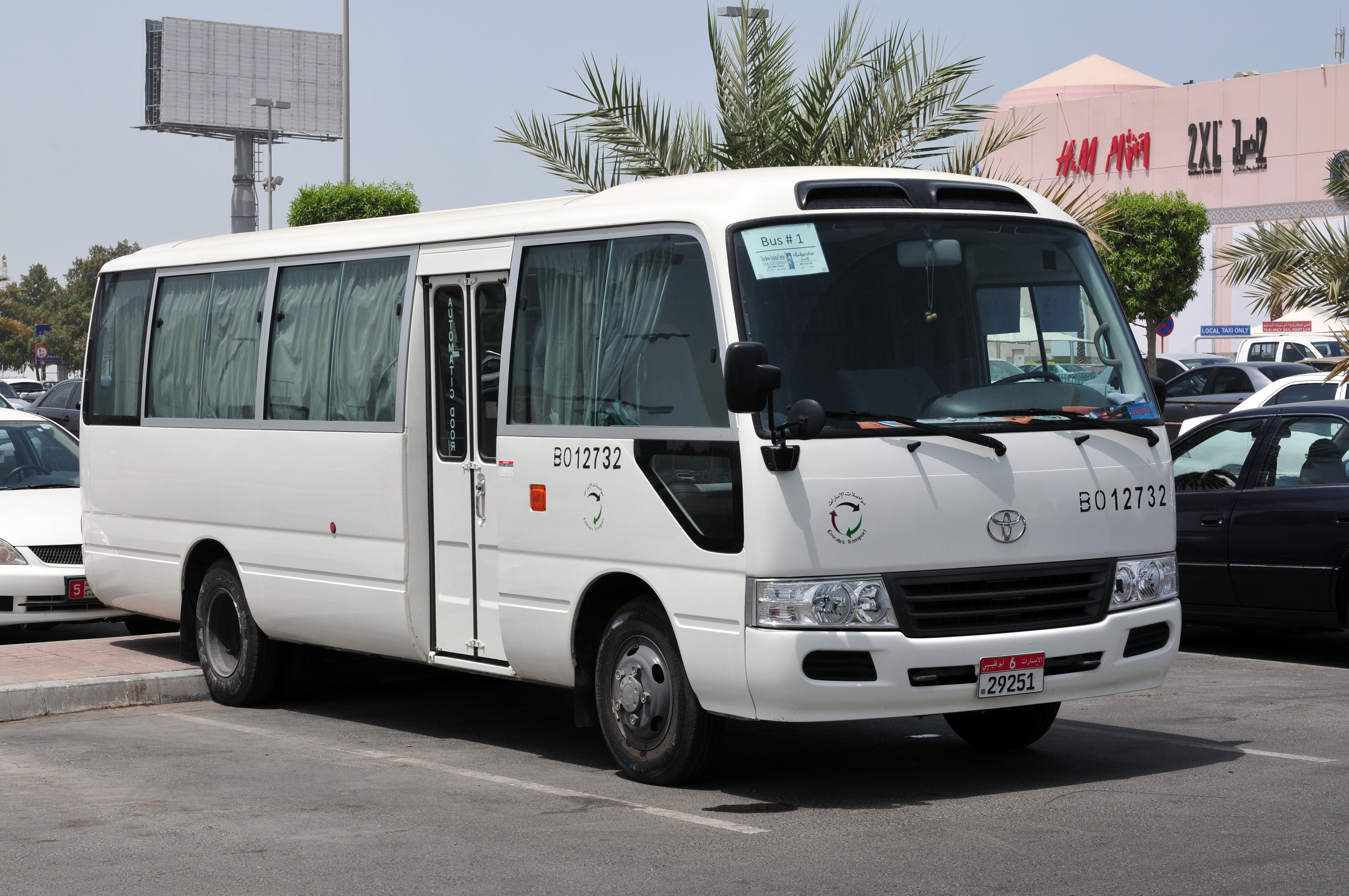
Coaster 3.ª Generación (1993-2017)
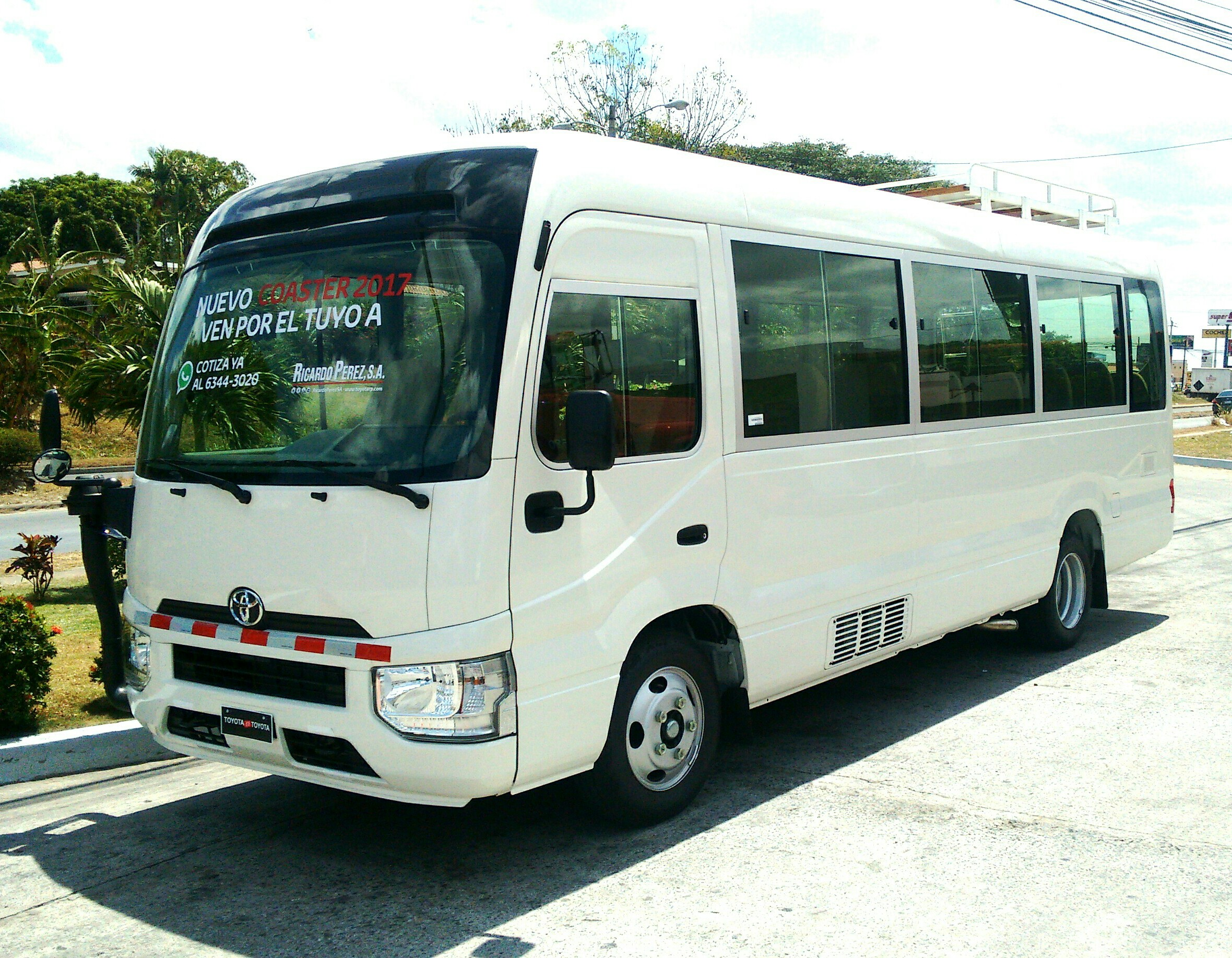
Toyota Coaster 4.ª generación (2016-presente)
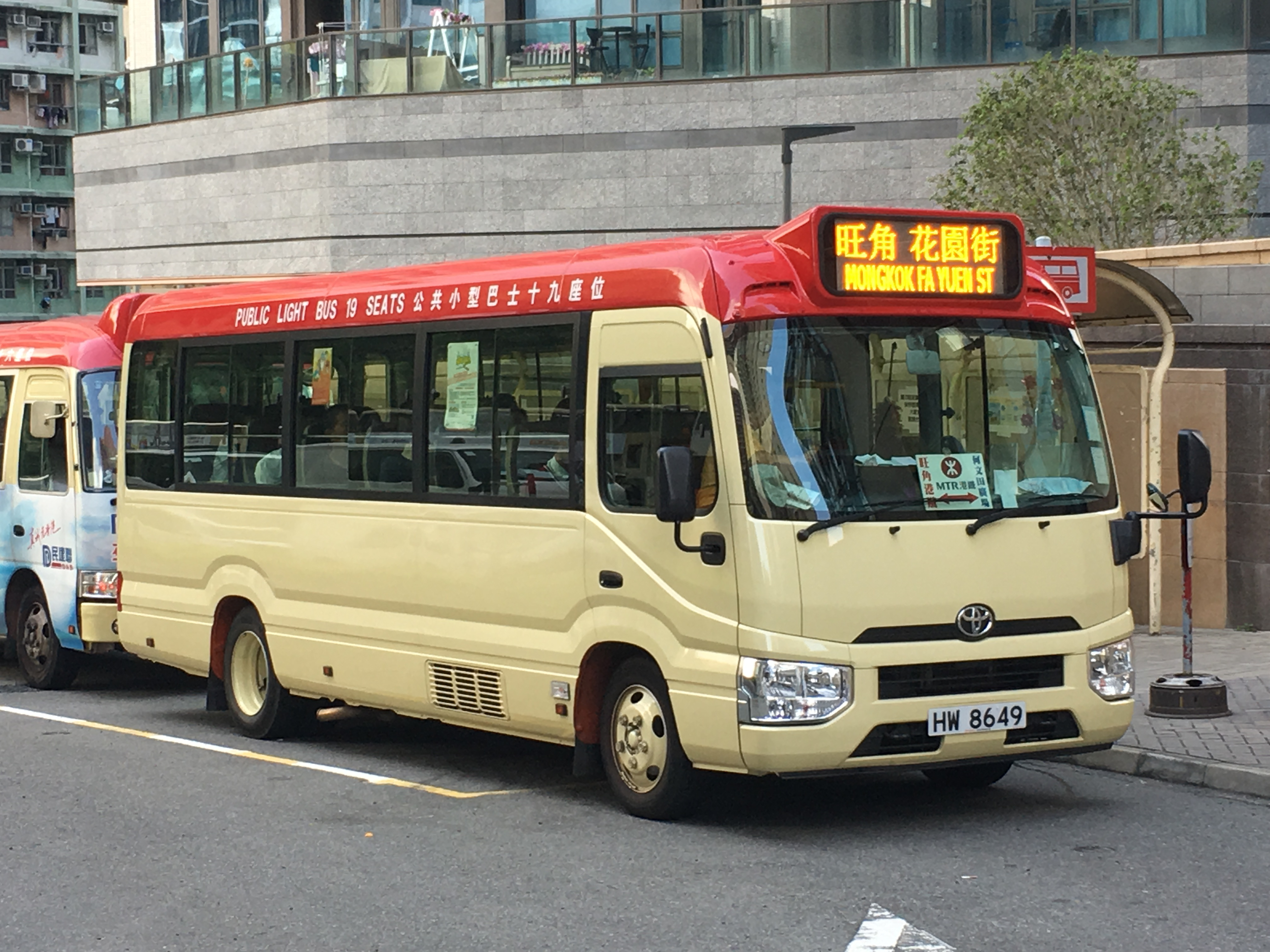
Toyota Coaster 4.ª generación (2016-presente)

## Consultas
El Toyota Coaster es muy popular y fácil de convertir en un carro casa, especialmente en Australia, aun circulan los Coaster primera generación y segunda generación convertidos, instalándolos cocinas, camas, baños, etc. Además, los australianos han logrado agregarle suspensión 4x4 para viajes al campo en general.

## El Coaster en Latinoamérica
En distintos países Latinoamericanos, el Coaster es usado para transporte urbano, de corta y media distancia, y en servicio de turismo. Debido a su alta confiabilidad por transportistas, este modelo es líder en ventas y presencia en varios países, entre los cuales se destacan Panamá donde se les conoce como "chivas" y El Salvador donde son personalizados a gusto de cada propietario o conductor. En Perú, luego de ser importados, se le cambia el volante al lado izquierdo y actualmente se utilizan estos vehículos para los mismos fines y son el segundo nivel de transporte urbano en Lima Metropolitana, seguido por los buses, siendo uno de los vehículos más comunes en la ciudad.